# Zirnîțea, Novomîkolaiivka
Zirnîțea (în ucraineană Зірниця) este un sat în comuna Barvinivka din raionul Novomîkolaiivka, regiunea Zaporijjea, Ucraina.

## Demografie
Componența lingvistică a localității Zirnîțea
     Ucraineană (88,04%)
     Rusă (11,96%)
Conform recensământului din 2001, majoritatea populației localității Zirnîțea era vorbitoare de ucraineană (88,04%), existând în minoritate și vorbitori de rusă (11,96%).